# (37687) Chunghikoh
(37687) Chunghikoh est un astéroïde de la ceinture principale.

## Description
(37687) Chunghikoh est un astéroïde de la ceinture principale. Il fut découvert le 30 août 1995 à Socorro (Nouveau-Mexique) par Robert Weber. Il présente une orbite caractérisée par un demi-grand axe de 2,61 UA, une excentricité de 0,04 et une inclinaison de 14,0° par rapport à l'écliptique.

## Compléments